# Torneo Acropolis 2015
Il Torneo Acropolis 2015 si è svolto dal 27 al 29 agosto 2015. Gli incontri si sono disputati presso l'O.A.K.A. Olympic Indoor Hall di Atene. Il torneo è stato vinto dalla Grecia.

## Squadre partecipanti
- Grecia
- Lituania
- Paesi Bassi
- Turchia

## Risultati
| Atene 27 agosto 2015, ore 18:30 UTC+2 | Lituania | 53 – 71 | Turchia | O.A.K.A. Olympic Indoor Hall |

| Atene 27 agosto 2015, ore 21:00 UTC+2 | Grecia | 92 – 80 | Paesi Bassi | O.A.K.A. Olympic Indoor Hall |

| Atene 28 agosto 2015, ore 19:00 UTC+2 | Lituania | 94 – 72 | Paesi Bassi | O.A.K.A. Olympic Indoor Hall |

| Atene 28 agosto 2015, ore 21:30 UTC+2 | Grecia | 62 – 58 | Turchia | O.A.K.A. Olympic Indoor Hall |

| Atene 29 agosto 2015, ore 18:30 UTC+2 | Turchia | 95 – 94 | Paesi Bassi | O.A.K.A. Olympic Indoor Hall |

| Atene 29 agosto 2015, ore 21:00 UTC+2 | Grecia | 67 – 62 | Lituania | O.A.K.A. Olympic Indoor Hall |

## Classifica
| -  | Team        | Pt | V - P | Pf - Ps   |
| -- | ----------- | -- | ----- | --------- |
| 1. | Grecia      | 6  | 3 - 0 | 221 – 200 |
| 2. | Turchia     | 4  | 2 - 1 | 224 – 209 |
| 3. | Lituania    | 2  | 1 - 2 | 209 – 210 |
| 4. | Paesi Bassi | 0  | 0 - 3 | 246 – 281 |